# Hieracium ratluense
Hieracium ratluense là một loài thực vật có hoa trong họ Cúc. Loài này được Zahn mô tả khoa học đầu tiên năm 1907.